# Le Président (film, 2013)
Pour les articles homonymes, voir Le Président.
Pour plus de détails, voir Fiche technique et Distribution.
Le Président est un film du cinéaste Jean-Pierre Bekolo. Cette œuvre cinématographique est sortie en 2013 au Cameroun et en France,. Dans un ton léger et dramatique, ce film correspond, comme dans Les Saignantes, à une projection dans le futur et constitue une allégorie sur les dirigeants en Afrique et l'alternance politique,.

## Synopsis
Un président vieillissant règne sans partage sur son territoire depuis plus de quarante ans,. Il disparaît mystérieusement à la veille des élections, ce qui suscite des questionnements et des conflits de positionnement dans la sphère politico-médiatique.

## Fiche technique
- Réalisateur: Jean-Pierre Bekolo[8]
- Scénario: Jean-Pierre Bekolo, Simon Njami[9]
- Genre: Historique, Comédie dramatique
- Musique: Adam Zanders
- Son: Felix Rost
- Effets visuels: René Frölke
- Producteur: Jean-Pierre Bekolo
- Co-productrice: Kristina Konrad[10]
- Durée: 1 h 03 min

## Distribution
- Gérard Essomba[5]
- Valséro
- Valery Ndongo
- Eric Mathias Owona Nguini

## Distinctions
- Sélectionné aux African Movie Academy Awards (AMAA 2015)[11]